# ولفورت
ولفورت یکی از شهرهای ایالت فورآرلبرگ در اتریش است.